# Тренажёр Смита

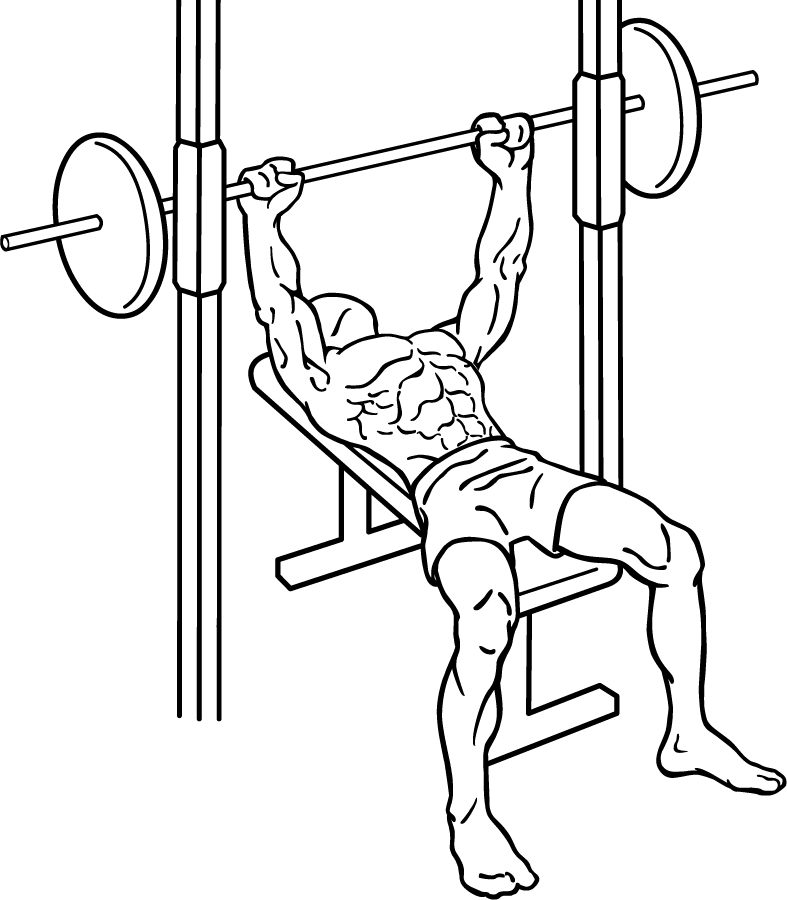
Представление о жиме лёжа на машине Смита. Аналогично выполняется жим в наклоне/стоя/сидя

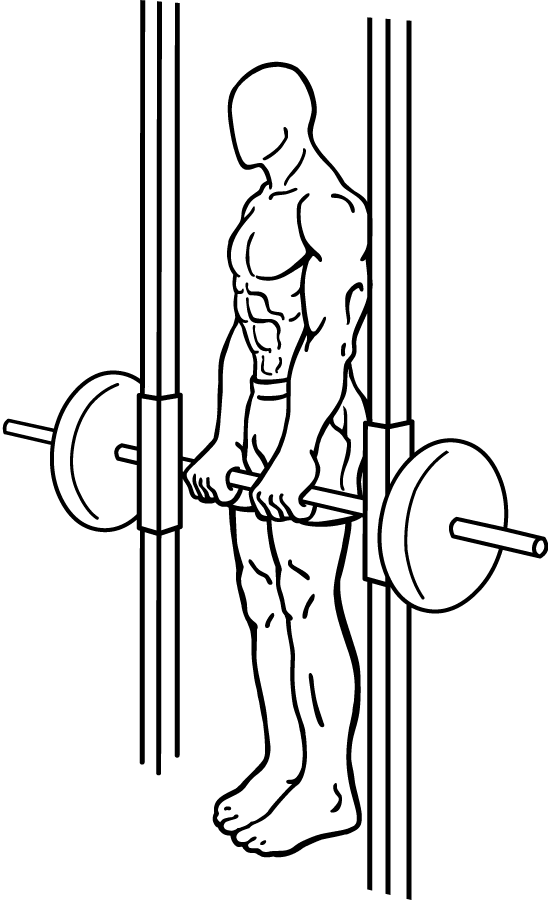
Представление о выполнении упражнений типа «шраги» на машине Смита. Аналогично выполняется становая тяга, тяга к поясу, тяга к подбородку и т. д.

Тренажёр Сми́та — тренажёр, используемый для выполнения физических упражнений в бодибилдинге и фитнесе, имитирующий перемещение штанги. Он состоит из грифа, закреплённого на стальных направляющих, благодаря чему штанга перемещается только вертикально (или под небольшим наклоном). В некоторых современных модификациях тренажёра Смита используется система противовесов, снижающая вес грифа со стандартной величины в 30—35 кг до 10 кг. Тренажёр можно использовать для выполнения десятков самых разных упражнений, хотя чаще всего он используется для проработки наиболее крупных групп мышц. Для тренировки ног используются различные вариации приседания, для мышц груди — жим лёжа и для широчайших мышц спины — тяги к поясу.

## Устройство машины Смита
Позади каждой вертикальной стойки (бегунка) есть ряд прорезей (пазов), расположенных с равными промежутками, на которые можно зацепить штангу. Это означает, что, в отличие от обычной штанги, гриф тренажёра Смита нет необходимости возвращать на стойки после завершения подхода упражнения. При необходимости его можно закрепить в любой точке траектории по мере нарастания усталости. Благодаря этой особенности конструкции, выполнение базовых упражнений в машине Смита становится более безопасным, как для того, кто выполняет упражнение, так и для страхующего напарника.
Выполнение упражнения без подстраховки является главной «изюминкой» рамы Смита, поскольку для прекращения выполнения упражнения достаточно просто повернуть запястье, чтобы зафиксировать гриф и прекратить движение в случае, наступления мышечного отказа или возникновения дискомфортных ощущений в нагружаемой группе мышц. Многие модели машины Смита также включают специальные стопоры, которые можно отрегулировать для автоматической остановки штанги на заранее обозначенной высоте.
Однако конструкция тренажёра не является 100 % гарантией безопасности выполнения базовых упражнений с большим грузом на спине, и при несоблюдении их техники выполнения может стать причиной получения серьёзной травмы. В 2001 году, Гарольд Леон Бостик, выполнявший приседания в тренажёре Смита, остался парализованным, когда гриф тренажёра, не удержавшись на стопорах сломал ему позвоночник.

## Преимущества и недостатки рамы Смита
Большинство тренеров по бодибилдингу, приверженцев базовых упражнений, не одобряют использование тренажёра Смита, поскольку его конструкция вынуждает пользователя следовать строго заданной траектории перемещения снаряда во время выполнения приседаний со штангой (или становой тяги), что может вызвать смещение суставов в коленях или в плечах.
Искусственно ограниченное движение грифа оказывает негативное воздействие на развитие стабилизирующих мышцы корпуса и не даёт возможность повышать их силовой потенциал. В этом плане рама Смита по сравнению с упражнениями со штангой (или гантелями) очень сильно проигрывает. Некоторые силовые атлеты отмечают, что отсутствие точной информации о весе грифа конкретного тренажёра мешает им вести журнал тренировок.
Тренажёром Смита, как правило, пользуются либо новички, недавно пришедшие в тренажёрный зал, либо люди, не имеющие возможность по ряду физических причин выполнять упражнения со свободным отягощением. В этих случаях выполнение силовых движений в машине Смита полностью оправдано.
Однако, есть у такого оборудования и свои приверженцы. Огромное количество профессиональных бодибилдеров используют машину Смита в момент предсоревновательной подготовки. Это обусловлено тем, что изолированная природа движения позволяет снять нагрузку с крупных групп мышц и переправить её в более мелкие. Поэтому, атлеты соревновательного уровня, вместо классических жимов и тяг со штангой, выполняет их в Смите. Существует даже особая разновидность упражнений, которые выполняются преимущественно в таком тренажёре:
- жим штанги узким хватом на скамье с обратным наклоном (для трицепса);
- подъём на носки стоя (для икроножных мышц);
- сгибание рук со штангой с локтями, отведёнными назад (для бицепса);
- жим Джавелин (жим штанги одной рукой стоя или сидя) для дельтовидной мышцы;
- тяга Ли Хейни (тяга штанги за спиной) для мышц трапеции.

Служат такие упражнения не столько для увеличения мышечных объёмов тела, сколько для изолированного развития отдельных групп мышц, улучшения их формы и рельефа. Особую пользу от использования машины Смита могут извлечь люди, занявшиеся спортом после 40 лет. Возрастное снижение мышечной массы тела требует регулярной силовой нагрузки, однако выполнение базовых упражнений со штангой возможно лишь при условии сильных мышц кора. Поэтому получить отдачу от приседаний и становой тяги в зрелом возрасте сложно. Тренажёр Смита даёт возможность выполнять упражнения с осевой нагрузкой даже без развитых мышц-ассистентов, повышая тем самым эффективность от выполнения силовых упражнений людьми после 40 лет.

## Двухполосная машина Смита
Обычный тренажёр Смита имеет лишь один вектор движения, штанга может двигаться только вертикально вверх и вниз. Но в 2012 году компания StarTrac наладила выпуск двухполосных тренажёров, в которых гриф может перемещаться одновременно в вертикальной и горизонтальной плоскостях. Благодаря этому у людей, выполняющих упражнения в такой машине появилась возможность значительно расширить арсенал движений в том числе и за счёт маховых (подъём штанги перед собой, например) и самое главное, подключить к работе, отдыхающие обычно мышцы-стабилизаторы корпуса.

## История создания машины Смита
Отцом идеи тренажёра Смита был американец Джек Лалейн, который в своём тренажёрном зале в конце 1950-х годов установил силовую раму со скользящей по направляющим штангой. Это приспособление заметил инженер Рудольф (Руди) Смит, который совместно с Полом Мартином доработал изобретение Джека Лалейна, улучшил его, запатентовал и установил первую промышленную модель в спортзале Вика Танни в Лос-Анджелесе. Спустя год Руди Смит стал руководителем сети тренажёрных залов Вика Тэнни и машина Смита постепенно появилась во всех спортклубах США, и затем и всего мира.

## Эффективность тренажёра Смита
Результаты исследования, опубликованные в 2009 году, показали, что в плане активации мышечных волокон тренажёр Смита проигрывает обычным приседаниям со штангой на 43 %.